# Variimorda hladili
Variimorda hladili es una especie de coleóptero de la familia Mordellidae.

## Distribución geográfica
Habita en los países de la ex Yugoslavia y Groenlandia, Creta y Bulgaria.